# Arrondissement Lannion
Arrondissement Lannion je francouzský arrondissement ležící v departementu Côtes-d'Armor v regionu Bretaň. Člení se dále na 7 kantonů a 60 obcí.

## Kantony
- Lannion
- Lézardrieux
- Perros-Guirec
- Plestin-les-Grèves
- Plouaret
- La Roche-Derrien
- Tréguier